# 农村淘宝
农村淘宝是阿里巴巴在2014年10月启动“千县万村计划”而設立的一個农村电子商务平台，為淘寶網的一部分。农村淘宝不仅丰富了农民的购物渠道，也降低了农民的购物成本。农村淘宝是阿里巴巴农村战略的一部分，也是互联网改变农村的一个表现。阿里巴巴副总裁王建勋称农村淘宝可以让农村生活更美好。农村淘宝也有名为农村淘宝的应用程序，不过农村淘宝APP已于2017年6月1日停用，其业务转移到手机淘宝APP。

## 社会效应
农村淘宝成为了一些农村人脱贫致富的重要途径，农民可以在农村淘宝上卖出自己的农产品。但是农村电商竞争太过激烈，拼多多凭借补贴以极低的价格与农村淘宝抢占底层市场。有许多人干不下去，创建的农村淘宝店迎来关门的结局。